# قاشقاچای (داش‌کسن)
قاشقاچای (به لاتین: Qaşqaçay) منطقه‌ای مسکونی در جمهوری آذربایجان است که در شهرستان داش‌کسن واقع شده است.